# Ивекович, Отон
Отон Ивекович (хорв. Oton Iveković; 17 апреля 1869, Кланец, Крапинско-Загорская жупания — 4 июля 1939, Кланец, Крапинско-Загорская жупания) — хорватский художник и преподаватель. Большинство его картин посвящено значимым событиям хорватской истории.

## Биография
Отон Ивекович родился 17 апреля 1869 года в посёлке Кланец, где окончил начальную школу. В 1885 году Ивекович поступил в Высшую реальную гимназию в Загребе, где он получил от своего наставника Фердо Кикереса первые навыки в области живописи. После того, как в 1886 году его старший брат Чирил Метод отправился на учёбу в Вену, Отон загорелся желанием отправиться вслед за братом и начать обучаться живописи в австрийской столице, но у его семьи не было на это средств. Тогда Отон устроился разнорабочим и проработав осень и зиму, к весне 1887 года сумел скопить достаточно средств для реализации своей мечты.
На вступительном экзамене в Венской академии изобразительных искусств Ивекович представил жюри свою картину «Прощание Катарины с Петаром Зринским», изображавшую событие из хорватской истории и позволившую ему поступить в академию. В стенах академии Ивекович познакомился с известными художниками того времени, вроде Августа Айзенменгера, Кристиана Грипенкерля и Йозефа Тренквальда, которые занимали в академии посты преподавателей. Помимо новых знакомств, Ивекович приобрёл в академии и новое прозвище — «Zrinjmaler» (так как его в своих работах он изображал преимущественно представителей хорватского дворянского рода Зринских), которое продержалось вплоть до его выпуска из академии в 1891 году. Обилие картин с изображением личностей из рода Зринских, в этот период творчества Ивековича, обусловлено не только его интересом к хорватской истории, но и постепенным совершенствованием его навыков, так как именно на полотнах с участием Зринских Ивекович отрабатывал свои умения по написанию пейзажей и дизайну исторических костюмов, намеренно помещая сцены из истории в живописные пейзажи и «облачая» людей на них в костюмы той эпохи, что в 1896 году позволило Ивековичу принять участие в Выставке тысячелетия в Будапеште со своей серией пейзажей «Slike iz domovine» (с хорв. — «Картины с родины»).
В 1892 году, по рекомендации хорватского художника Изидора Кршняви, Ивекович поступил в Мюнхенскую академию художеств, где попал в класс немецкого художника Вильгельма фон Линденшмита (младшего), после чего отправился в Академию художеств Карлсруэ, где он под руководством Фердинанда Келлера усовершенствовал свои навыки в области исторической живописи. Несмотря на то, что в этот период времени Ивекович уже зарабатывал себе на жизнь созданием портретов на заказ, он согласился на предложение директора своей родной гимназии занять в ней пост преподавателя живописи и покинув в 1896 году Германию, он вернулся в Загреб. Через год ему было предоставлено помещение, где он поспешил организовать частную художественную школу, к которой, в числе прочих учеников, присоединились Наста Ройц, Вера Николич и Бранко Шеноа. Преподавание в гимназии и в своей школе Ивекович совмещал с постоянным совершенствованием художественных навыков, например к началу XX века существенные изменения притерпели создаваемые им портреты, сменив строгий академический стиль венской школы на стиль постимпрессионизма, что было отмечено и в 1900 году, при экспозиции его работ на Всемирной выставке в Париже, и спустя шесть лет, при размещении его портретов в Золотом зале отеля «Империал» в Опатии.
На рубеже XIX—XX веков Ивекович также стал известен как автор множества фресок для храмов как на территории Хорватии, так и за её пределами. Помимо этого Ивекович принимал активное участие в жизни недавно созданной Хорватской Матицы и занимал должность художника по костюмам в Хорватском национальном театре.
В 1908 году Отон Ивекович присоединился к преподавательскому штату Высшего художественно-промышленного училища, где оставался вплоть до своего ухода на пенсию в 1927 году, исключая период Первой мировой войны, в течение которого он исполнял роль военного художника в рядах австро-венгерской армии на землях бассейна реки Сочи (Soča), в Галиции и Сербии. Через год после окончания Первой мировой Ивекович продал свой дом в Загребе и вместе с семьёй переехал на север Хорватии в купленный им замок Велики-Табор, где Ивековичи проживали до 1935 года. Умер Ивекович четыре года спустя, в родном посёлке.

## Галерея

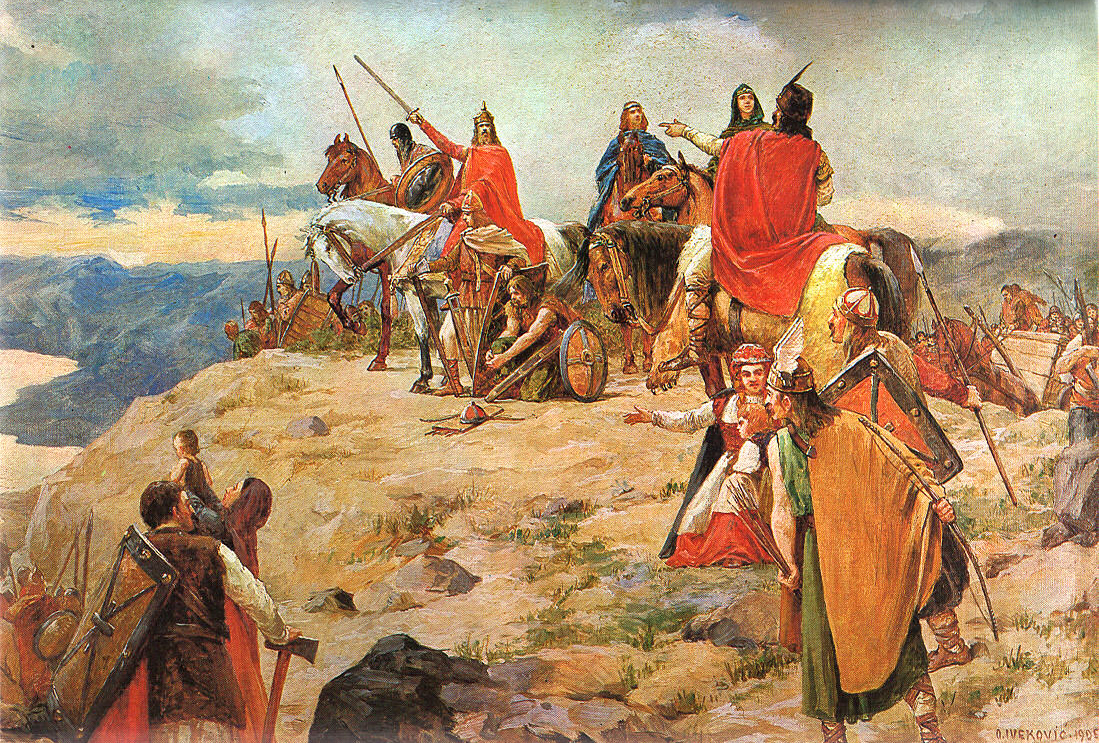
Прибытие хорватов на Адриатику
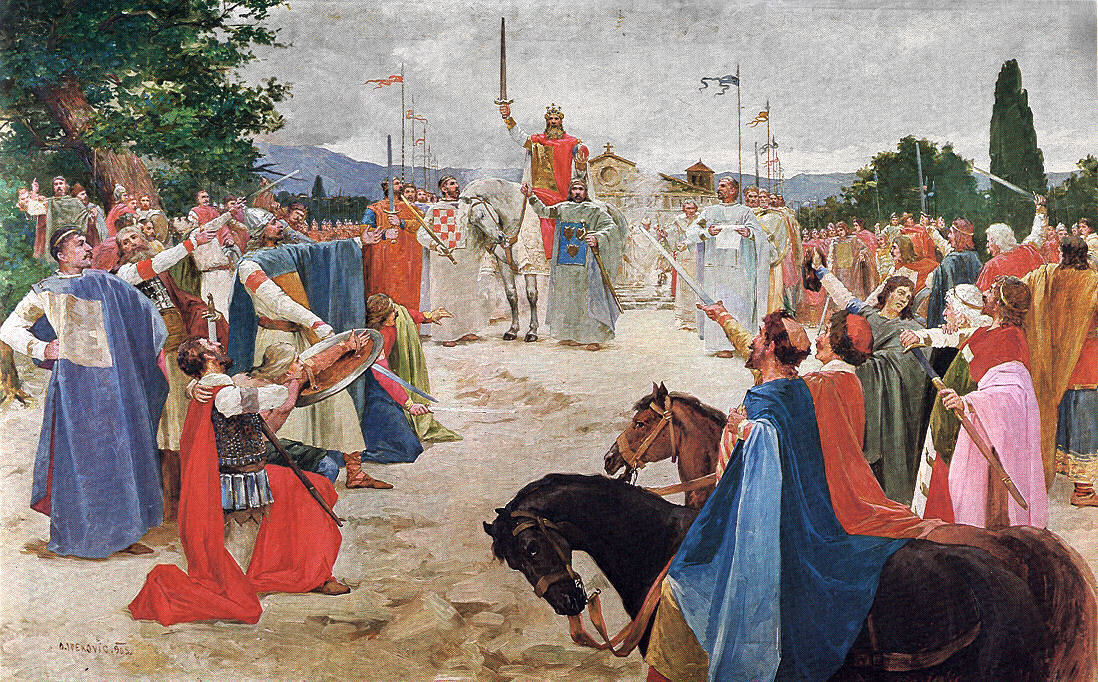
Коронация короля Томислава
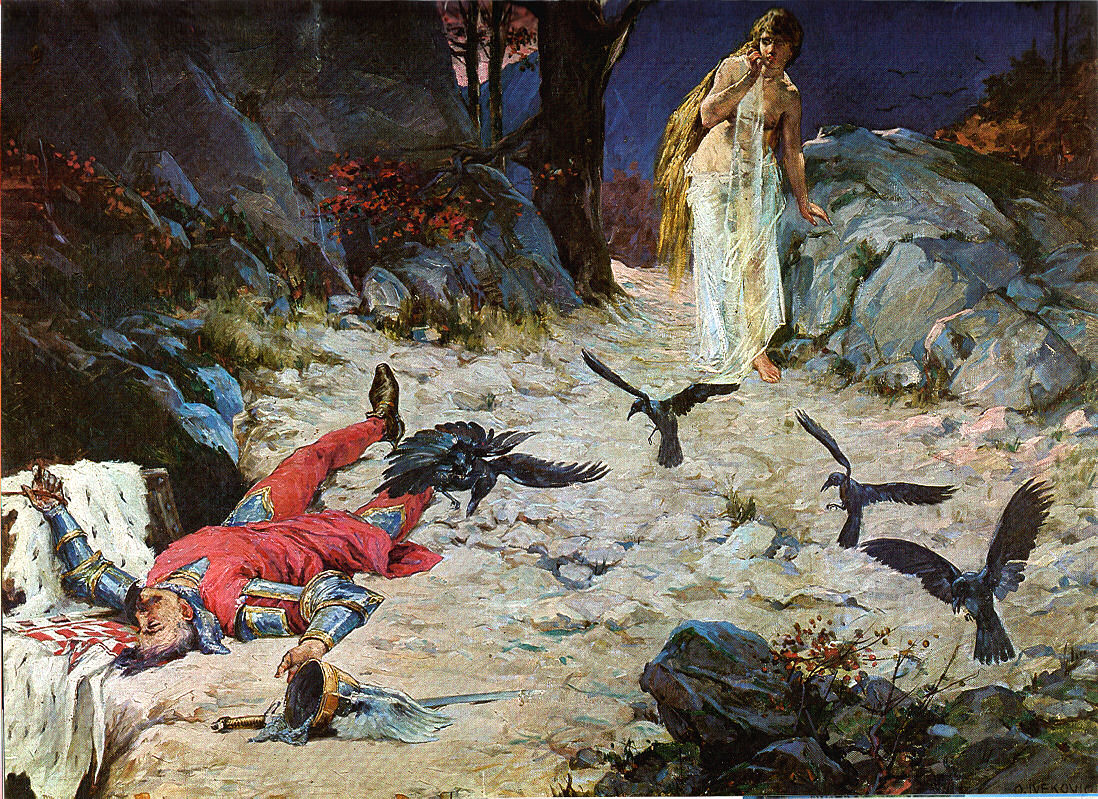
Смерть короля Петара Свачича на горе Гвозд
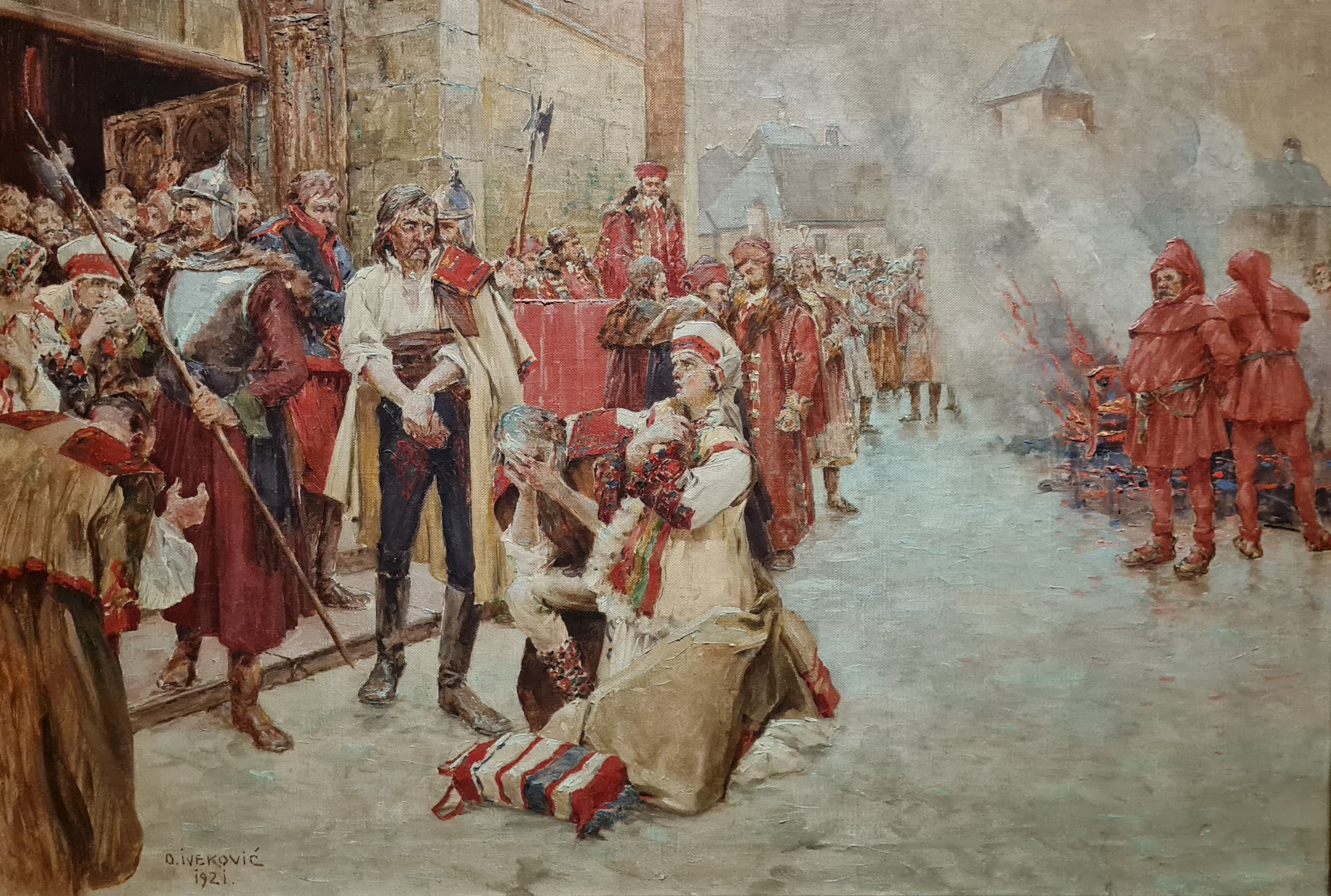
Казнь Матия Губеца
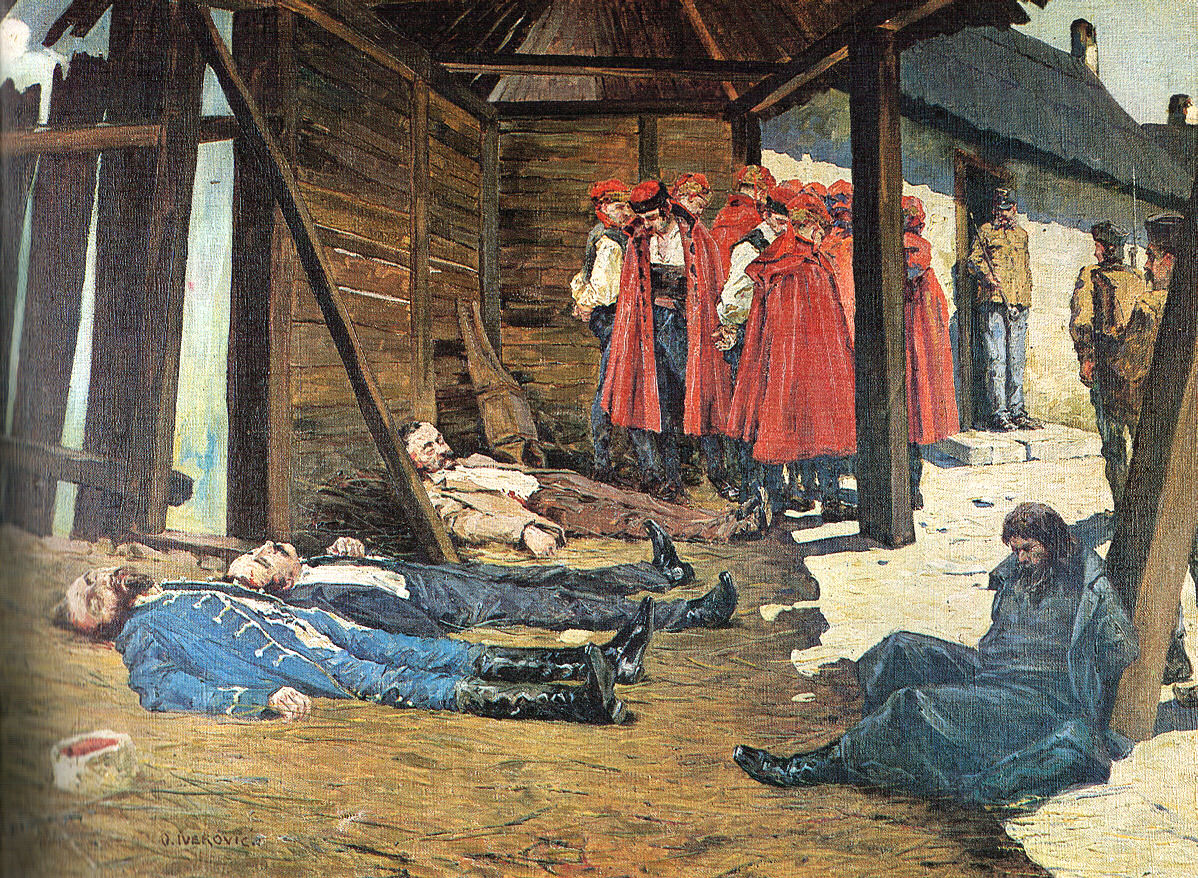
Убийство в Раковице (смерть Эвгена Кватерника)
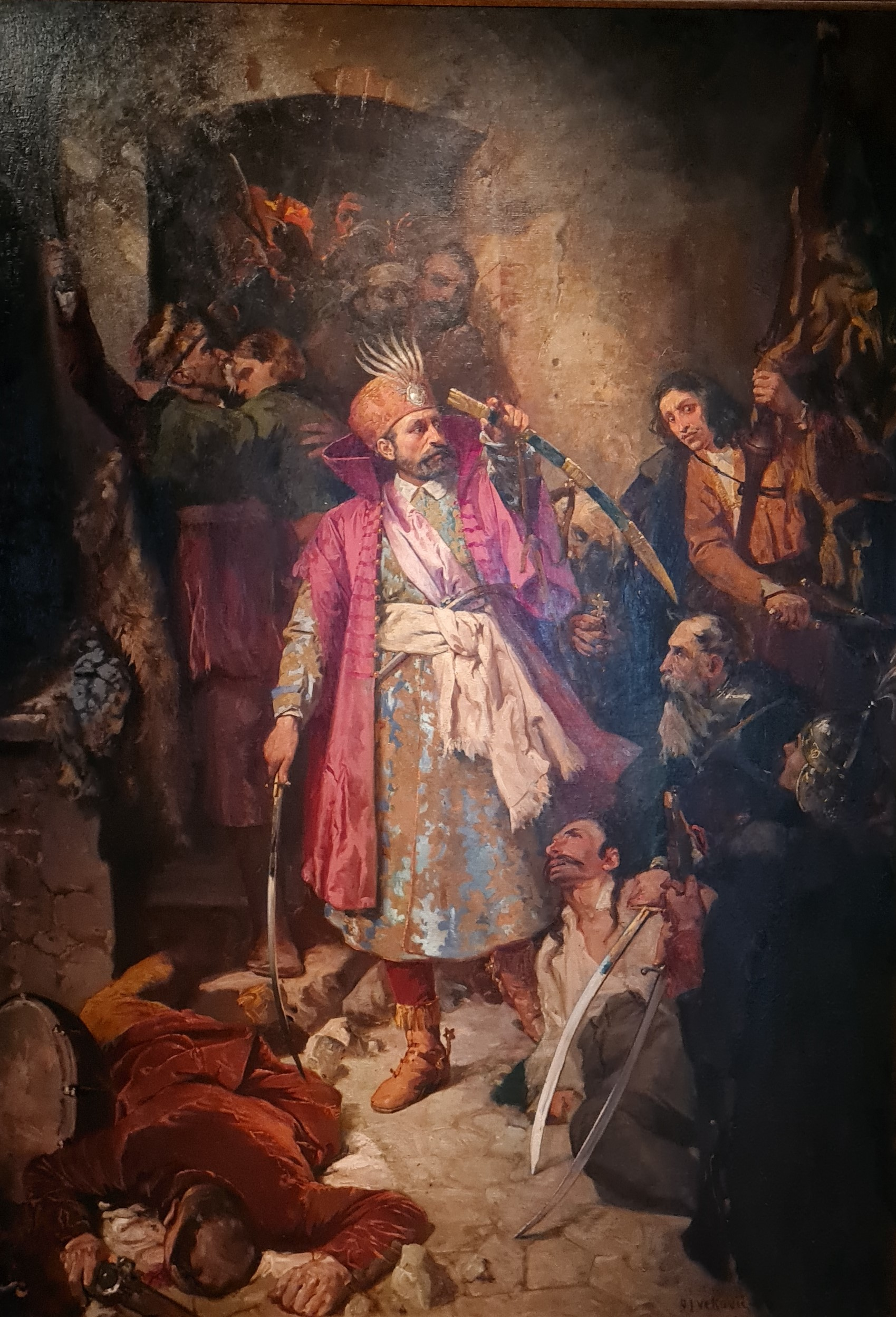
Никола Шубич Зринский